# Lionello Manfredonia
Lionello Manfredonia (Roma, 27 de novembro de 1956) é um ex-futebolista profissional italiano que atuava como defensor.

## Carreira
Lionello Manfredonia representou a Seleção Italiana de Futebol, na Copa do Mundo de 1978.